# Solanum juvenale
Solanum juvenale es una especie de la familia de las Solanáceas.Fue descrito por primera vez por el botánico Albert Thellung.

## Descripción
Solanum juvenale es una planta perenne y hermafrodita, de hasta 50 cm de alto. Puede reproducirse vegetativamente a través de sus raíces.
Los tallos tienen púas puntiagudas y pelos en forma de estrellas. Las hojas son ovaladas o alargadas, generalmente de un color uniforme y pueden tener bordes apenas ondulados. En las hojas hay unas púas más grandes, alrededor de 3 milímetros de largo.
Las flores crecen juntas en grupos, hasta cinco. Usualmente son hermafroditas pero pueden tener un único sexo. Las flores también tienen púas. La corola de la flor es  generalmente blanca pero a veces puede ser de color violeta. Las anteras son amarillas.
Los frutos son pequeñas bayas en forma de óvalo o elipse, más o menos de 1,6 por 1,4 centímetros. Las semillas dentro de estas bayas son planas y lentiliformes, de unos 1,5 a 2,5 milímetros.

## Distribución
Solanum juvenale es nativa del centro sur de Argentina, Paraguay y Uruguay. 